# Chawayed
Chawayed, jedna od bandi Atfalati Indijanaca, porodica Kalapooian, koji su živjeli zapadno od Forest Grovea u oregonskom okrugu Washington. Gatschet (1877) ih naziva Tcha waye'd.